# Beach soccer ai II Giochi del Mediterraneo sulla spiaggia
Le gare di beach soccer ai II Giochi del Mediterraneo sulla spiaggia si sono svolti dal 25 al 31 agosto 2019 a Patrasso, in Grecia.

## Podi
| Evento          | Oro    | Argento    | Bronzo  |
| Torneo maschile | Italia | Portogallo | Francia |

## Medagliere
| Pos.   | Paese      | Oro | Argento | Bronzo | Tot |
| ------ | ---------- | --- | ------- | ------ | --- |
| 1      | Italia     | 1   | 0       | 0      | 1   |
| 2      | Portogallo | 0   | 1       | 0      | 1   |
| 3      | Francia    | 0   | 0       | 1      | 1   |
| Totale | Totale     | 1   | 1       | 1      | 3   |